# Борковский-Дунин, Мечислав
Мечислав Игнацы Дунин-Борковский (пол. Mieczysław Ignacy Dunin Borkowski; 30 июля 1833, Плотыча — 11 ноября 1906, Плотыча) — граф, польский помещик, член Галицкого краевого сейма и палаты депутатов Рейхсрата Австро-Венгрии, императорский камергер.

## Биография
Представитель польского дворянского рода Дунин-Борковских герба «Лебедь». Старший сын графа Генрика Якуба Дунина-Борковского (1798—1847) и Юлии Марианны, урождённой Корытовской (1815—1888).
Ему принадлежали имения Мельница с Мазуровкой и Волощиной, а также Чудыковцы. Участвовал в подготовке Январского восстания, по заданию Национального правительства производил подготовку на Подолии.
Он был маршалом Рады Борщёвского уезда (1868—1906). Он был избран депутатом Национального парламента Галиции от 4-й курии Борщёвского избирательного округа. Он занимал следующие должности: V (1882—1889), VI (1889—1895), VII (1895—1901), VIII (1901—1906). Кроме того, он был членом Государственного совета в Вене следующих сроков: IX (1897—1900) и X (1901—1906). 24 марта 1897 года он стал членом Рейхсрата Австро-Венгрии.
Был президентом Борщёвского отделения Галицкого экономического общества, членом наблюдательного совета (1887) и вице-президентом Галицкого кредитного банка (1895—1899), делегатом наблюдательного совета Общества частных чиновников (1889—1892), член Галицкой сберегательной кассы (1887), член наблюдательного совета Восточно-Галицкой местной железной дороги (25 мая 1895).
Он получил чин императорского камергера 3 июня 1891 года. Он получил титулы почетного гражданина Мельницы, Кривче, Королёвки, Устье-Бискупье, Кудринцев, Озерян, Скалы в 1887 году и Борщёва в 1898 году. Почетный член Общества Польского национального музея в Рапперсвиле с 1895 года. Награждён орденом Железной короны 2-й степени (30 ноября 1898) и Командорским крестом ордена Святого Григория Великого (12 июля 1867). Кавалер Мальтийского ордена (2 мая 1892).
15 января 1867 года он женился на графине Марии Эленоре Станиславе Водзицкой (12 ноября 1848 — 11 августа 1919), дочери графа Казимира Станислава Михала Водзицкого (1816—1889) и Эленоры Лауры Броель-Плятер (1826—1856). У супругов было два сына и три дочери:
- Казимира Флорентина Мария Дунин-Борковская (1869—1949), жена Бернара Проель-Плятера (1861—1898)
- Елена Мария Дунин-Борковская (1871—1921), жена Казимира Дунина-Плятер-Карвицкого (1861—1931)
- Юлиуш Мариан Дунин-Борковский (1875-?), женат на Марии, дочери Здислава Скшинского
- Владислав Ежи Дунин-Борковский (1876-?), женат на Эвелине Марии Юзебии Мазараки (1880—1936)
- Ядвига Элеонора Дунин-Борковская (1879-?), замужем за Генриком Мнишек-Чоржницким (1880—1946).

Похоронен в могильной часовне на кладбище в Мельнице.